# Борське (Калінінградська область)
Борське (рос. Борское) — селище Гвардійського міського округу, Калінінградської області Росії. Входить до складу Славинського сільського поселення.
Населення — 193 особи (2015 рік).

## Населення
| 2002 | 2010 |
| ---- | ---- |
| 200  | ↘193 |